# Rutelli (cognome)
Rutelli è un cognome di lingua italiana.

## Varianti
Rutella, Rutili, Rutilio, Rutilli, Rutillo, Rutiloni.

## Origine e diffusione
Cognome tipicamente panitaliano, è presente prevalentemente in Italia centro-meridionale.
Potrebbe derivare dal nome della gens Rutilia, dal tardo latino rutilius, "rosseggiante": è quindi etimologicamente affine ai cognomi Rossi, Russo e Rubino.

## Persone

### Rutella
- Daniele Rutella, arbitro di calcio italiano

### Rutelli
- Francesco Rutelli, ex politico italiano
- Mario Rutelli, scultore italiano